# Schalhaut

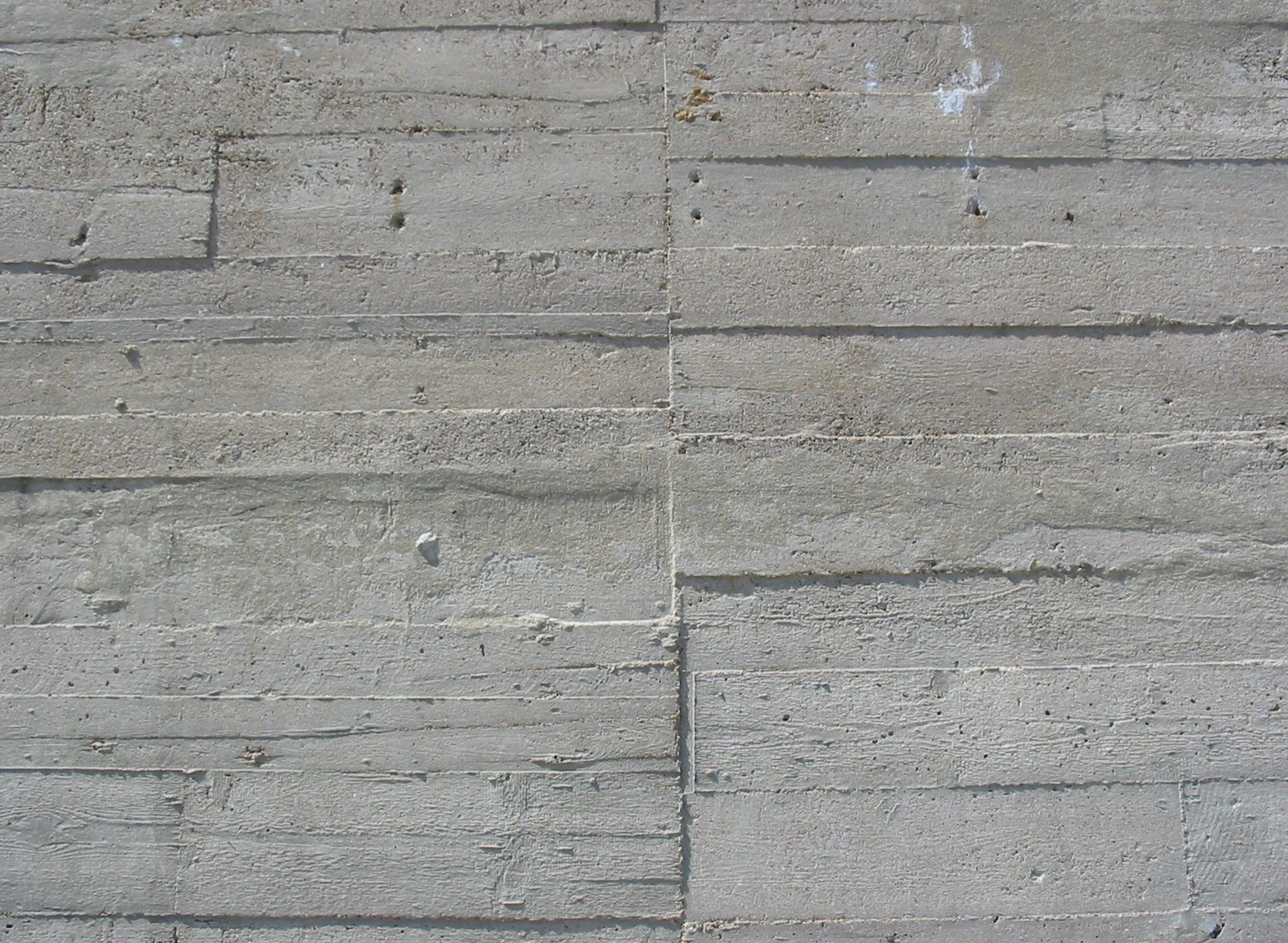
Betonoberfläche bei Verwendung einfacher Bretter als Schalhaut

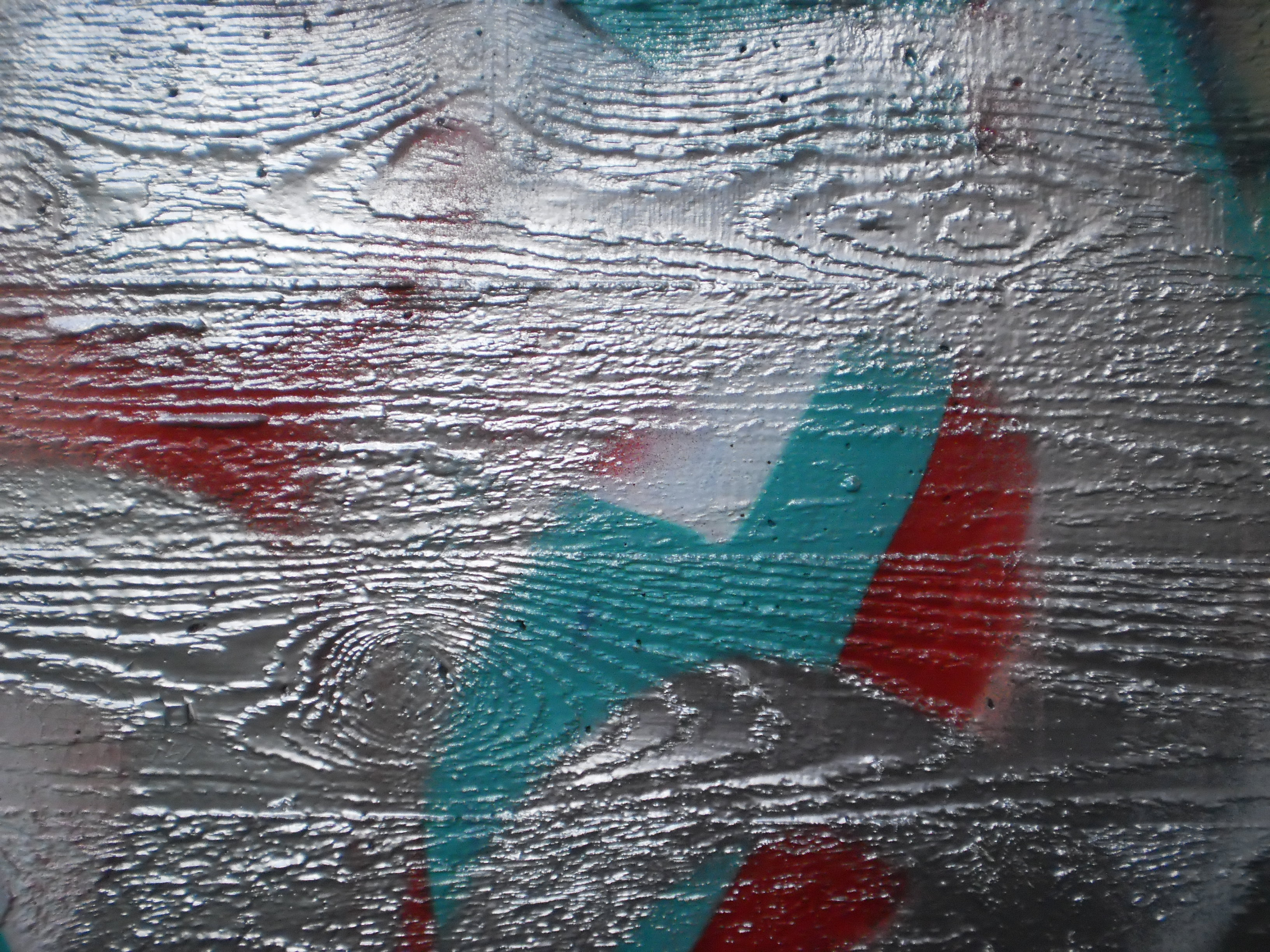
Gut erkennbare Holzmaserung als Abdruck auf der Oberfläche einer Betonwand

Als Schalhaut wird die innere Oberfläche einer Schalung für Betonbauteile bezeichnet. Da der Frischbeton mit der Schalhaut in Berührung kommt, wird an das Material unterschiedliche Anforderungen gestellt, die vor allem von der gewünschten Qualität der späteren Betonoberfläche abhängen.
Von den Anfängen des Stahlbetonbaus bis in die zweite Hälfte des 20. Jahrhunderts hinein waren Schalungen aus tragenden Balken (z. B. Kanthölzer) mit einer davorgenagelten Schalhaut aus Brettern üblich. Die Verwendung einer solchen Bretterschalung lässt sich gut an einer rauen Betonoberfläche erkennen, auf der die Abdrücke der einzelnen Bretter und deren Holzmaserung zu sehen ist.
Moderne Schalungen haben in vielen Fällen immer noch eine Schalhaut aus Holz, jedoch kommen Schalungsplatten aus Sperrholz zum Einsatz, die für besonders glatte Oberflächen zusätzlich beschichtet sein können. Um die Betonoberfläche als gestalterisches Element einzusetzen, können Strukturmatrizen als Schalhaut verwendet werden, die in die Oberfläche Muster und Formen einprägen.
Der Einfluss der Schalhaut auf die Betonoberfläche ist besonders bei Sichtbeton von Bedeutung. Da Holzplatten abhängig von der bisherigen Gebrauchsdauer und dem Alter insgesamt ein unterschiedliches Wasseraufnahmeverhalten zeigen, ist ein Farbunterschied zwischen Abschnitten mit neuer und mit bereits benutzter Schalhaut erkennbar. Bei der Planung der Schalung ist dieser Effekt zu berücksichtigen, z. B. dadurch, dass für Sichtbetonflächen nur zuvor bereits gebrauchte Schalungsplatten verwendet werden.